# Scopula crassipuncta
Scopula crassipuncta är en fjärilsart som beskrevs av W. Warren 1901. Scopula crassipuncta ingår i släktet Scopula och familjen mätare. Inga underarter finns listade.